# Phebalium drummondii
Phebalium drummondii är en vinruteväxtart som beskrevs av George Bentham. Phebalium drummondii ingår i släktet Phebalium och familjen vinruteväxter. Inga underarter finns listade i Catalogue of Life.